# Carl Hempel
Carl Hempel (teljes nevén: Carl Gustav Peter Hempel) (Oranieneburg, Németország, 1905. január 8. – Princeton, New Jersey, Amerikai Egyesült Államok, 1997. november 9.) német filozófus, logikai empirista, a Bécsi kör tagjaként tudományfilozófiával foglalkozott.

## Életpályája
Tanulmányait a Göttingeni, a Heidelbergi és a Berlini egyetemen folytatta, ahol fizikát, matematikát és filozófiát tanult. Doktori címét a Berlini egyetemen szerezte 1934-ben, disszertációjának témája a valószínűség elmélet volt. A Bécsi körrel is itt került kapcsolatba egy kongresszus alkalmával 1929-ben, ahol megismerkedett Rudolf Carnappal. Az egyre szélsőségesebbé váló Németországból 1934-ben Belgiumba menekült Paul Oppenheim segítségével, akinek később szerzőtársa is volt a Der Typusbegriff im Lichte der neuen Logik(1936) című logikai témájú mű megírásában. 1938-ban az Egyesült Államokba menekült, ahol Carnap mellett asszisztensként működött a Chicagói Egyetemen. 1997-ben bekövetkezett haláláig a Bécsi kör számos tudósához hasonlóan az Egyesült Államokban élt és tanított. Asszisztensi minőségén kívül a Chicagói Egyetemen tevékenykedett még a City College of New York-nál (1939-1948), a Yale Egyetemen (1948-1955), a Princeton egyetemen és két évig (1964-66) a jeruzsálemi Héber Egyetemen. 1977-ben kinevezték a Pittsburg-i Egyetem filozófia professzorának, és ezt a pozíciót 1985-ig megőrizte.

## Filozófiája
Hempel saját magát logikai empiristának nevezte, és elvetette a logikai pozitivista megnevezést (amivel a Bécsi kör tudósait emlegették), mely szerinte ez Auguste Comte nyomán olyan materialista metafizikai felhangokat tartalmaz, melyeket munkássága alapján elfogadni nem szükséges. Gondolkodására nagy hatást gyakorolt David Hilbert programja, hogy a matematika axiómáit logikaiakra vezesse vissza és a korai Wittgenstein írásai, főként a Tractatus, melyben azonban véleménye szerint találhatóak olyan állítások, amiket csak a metafizika segítségével lehet alátámasztani. Gondolkodásának középpontjában a tudomány megalapozása, módszerének kritikája és kidolgozása állt, kiemelten a racionális tudományok természetének kutatása. Működésének évtizedei alatt több szempontból is körüljárta ezt a témát. Először, mint logikai empirista, majd később Kuhn hatására, aki felvetette a tudomány történetiségében rejlő sajátosságait (Thomas S. Kuhn – The nature of scientific revolutions) nézetei felülvizsgálására kényszerült, és hangsúlyozta a felfedezés kontextusa, és az igazolás kontextusa közötti különbségtételt, és megpróbálta összeegyeztetni a logikai empirizmus tételeit a tudományos historizmus tételeivel. Az ezzel kapcsolatban felmerült problémára, hogy a tudomány nem csak racionális, hanem a-racionális és irracionális elemeket is tartalmaz, is megpróbált választ adni:
„Vannak bizonyos általános normák, amelyekhez minden józan tudományos állításnak alkalmazkodnia kell. Ezek nagyrészt a priori alapokra helyeződnek, az ismeretek tudományos keresésének esszerű alapjainak logikai analízise és rekonstrukciója által. És kifejezhetőek pontos állításokkal, mint például egy tisztán logikai leírása a kapcsolatnak a tudományos hipotézis és a tényállítás között, melyek igazolják vagy cáfolják őket.”
Az idézet jól mutatja Hempel filozófiai tevékenységének témáját, amely célirányosan a tudományos hipotézisek kidolgozásának és igazolásának vizsgálatára irányult.

## A Hempel-paradoxon
Híres paradoxona a Hempel-paradoxon (vagy más néven a holló paradoxon), amely kimutatja, hogy az indukciós módszer ellentmond a természetes intuíciónknak, ha explicitté teszünk benne egy bizonyos logikai implikációt.
- 1. Minden holló fekete

Az implikáció törvénye szerint ez a következőt jelenti:
- 2. Minden, ami nem fekete, az nem holló.

Ha az 1. igaz, igaz a 2. is, és fordítva, ha 2. hamis, 1. is az. (Ha valami nem fekete lenne és mégis holló, akkor ellent mondanánk magunknak)
- 3. "Sohamár" nevű hollóm fekete.

Ez induktív módon alátámasztja az 1. tételt, mint bizonyíték és vizsgálati eredmény. A probléma a 2. tételt alátámasztó bizonyíték bemutatásakor kerül elő
- 4. Ez a zöld (tehát nem fekete) dolog egy alma (tehát nem holló)

Ilyen módon a 4. tételhez hasonló állítások (pl. hogy egy adott alma zöld) mind alátámasztanák azt az állítást, hogy „Minden holló fekete” - ami természetesen abszurd.
Ez az elmélet Hempel munkásságának mérföldköve, amellyel a tudományos módszer pusztán induktív formáját kritizálja. Azonban kritikai hozzáállása nem csak negatív eredményt hozott. Az ő nevéhez kapcsolódik a deduktív-nomologikus modell kidolgozása, melyben társa volt Paul Oppenheim (és közvetetten Popper), mely a tudományos magyarázatok egyfajta formalizálása természetes nyelven. Ez a modell a tudományos magyarázatokat dedukcióként kezeli, melyeknek premisszái közé legalább egy természeti törvény van iktatva.

## A deduktív-nomologikus modell
A deduktív-nomologikus modell: (a görög νóμος – nomos, „törvény” szóból)
A modell úgy mutatja be a tudományos magyarázatokat, mint érvelések. Legyen a p a magyarázandó („explanandum”) – az az állítás, amit meg kívánunk magyarázni. Legyen az s1 s2 … sn a magyarázó („explanans”), amely magyarázza P-t. A deduktív-nomologikus modellben legalább egy állításnak „törvény-szerűnek” kell lennie. A törvényszerűség itt azt jelenti, hogy például „Minden X Y.”. A magyarázóknak kielégítően igazolhatónak vagy megfigyelhetőnek kell lenniük, azaz kell empirikus tartalommal rendelkezniük. Ha a premisszák mind igazak és az érvelés érvényes, akkor a következők megalapozzák „p” helyes deduktív-nomologikus magyarázatát:
s1 s2 … sn , tehát p.
Egy példa erre leegyszerűsítve a fizikai jelenséget leírását praktikus okokból. Vegyük azt az esetet, hogy kezembe veszek egy hógolyót, az elolvad, a kezem pedig lehűl.
Az egymással érintkező testek hőt közölnek egymással, azaz termikus kölcsönhatásba lépnek, és sűrűségükkel és térfogatukkal arányosan hőmérsékletük egymáshoz közelít. A kezem és a hógolyó egymással érintkező testek. A kezem melegebb, mint a hógolyó. A kezem és a hógolyó hőmérséklete egymáshoz közelít, tehát a kezem lehűl, a hógolyó pedig felmelegszik.

## Főbb művei
- 1936 Über den Gehalt von Wahrscheinlichkeitsaussagen
- 1936 Der Typusbegriff im Licht der neuen Logik mit Paul Oppenheim
- 1942 The Function of General Laws in History
- 1943 Studies in the Logic of Confirmation
- 1959 The Logic of Functional Analysis
- 1965 Aspects of Scientific Explanation
- 1966 Philosophy of Natural Science,
- 1967 Scientific Explanation

## Külső hivatkozások
- IEP